# Rudolf Holzinger
Rudolf Holzinger (* 14. April 1898 in Wien; † 25. August 1949 ebenda) war ein österreichischer Maler.

## Leben
Zu seinen Arbeiten zählt das Giebelfresko der Wiener Kapuzinerkirche aus dem Jahr 1936. Zudem schuf er monumentale Wanddekorationen, so die Umrahmungsmalerei des Herz-Jesu-Altars in der Neuottakringer Pfarrkirche (1936). Darüber hinaus sind auch die Glasfenster in der früheren Taufkapelle der Sandleitner Pfarrkirche von 1936 sein Werk. 1943 schuf er Kreuzweg und eine Seccogemäldegalerie in St. Othmar unter den Weißgerbern; 1941 schuf er den Karton für den Eisernen Vorhang im Ronacher. Auch das Sgraffito und Glasfenster der Einsegnungshalle am Maurer Friedhof aus dem Jahr 1936 stammen von ihm.
Das Museum der bildenden Künste in Leipzig besitzt ein Ölgemälde von Rudolf Holzinger.
Holzinger wohnte zunächst in der Löwengasse 21 in Wien-Landstraße und studierte bei Ferdinand Andri. 1929 heiratete er die spätere Schriftstellerin Dorothea Zeemann. Seit der Hochzeit lebte das Ehepaar im Haus Lorbeergasse 15.

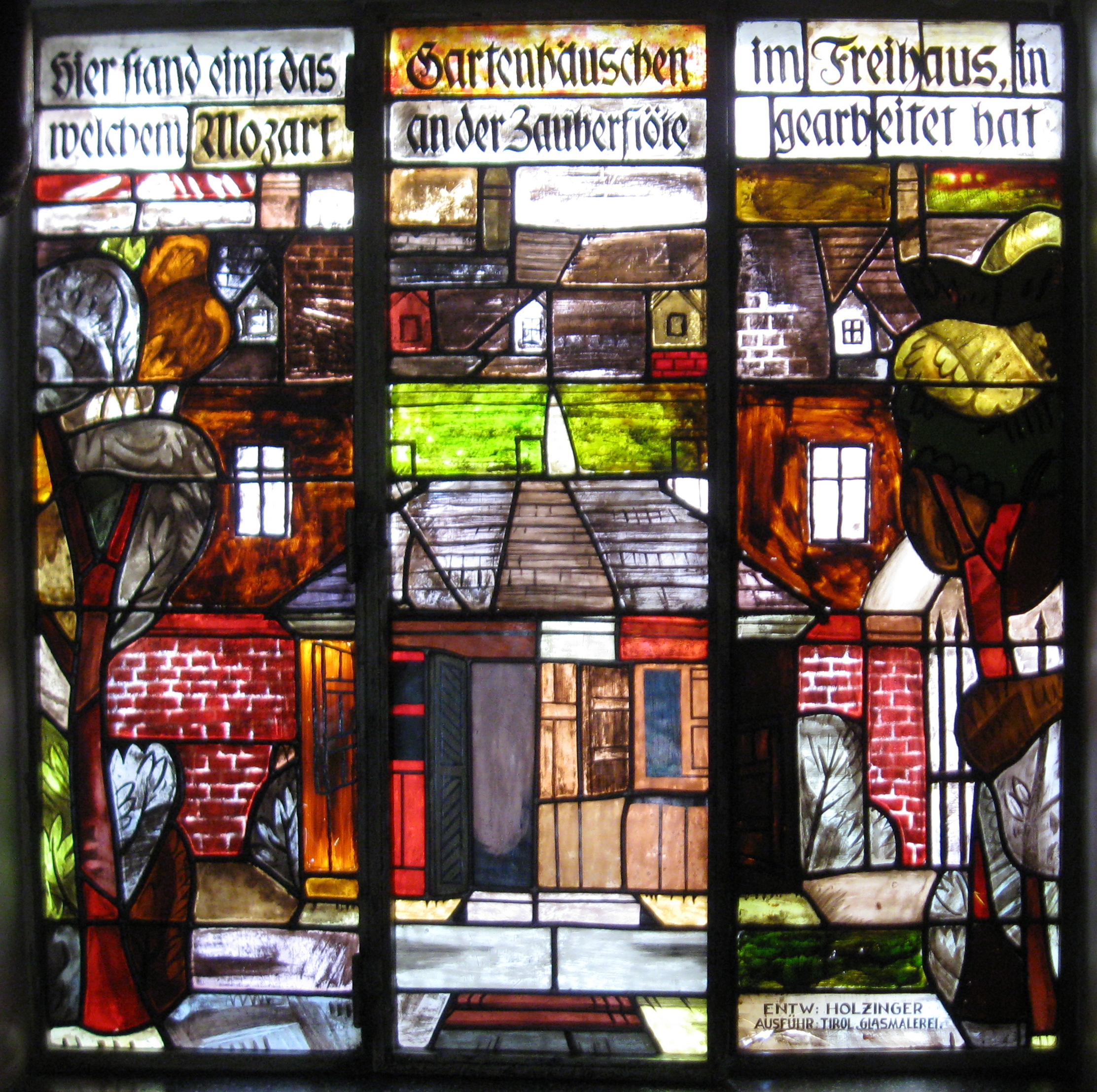
Glasmalereifenster 1937, Operngasse 28, Wien